# Cyclotrypema
Cyclotrypema is een geslacht van kevers uit de familie bladkevers (Chrysomelidae).
De wetenschappelijke naam van het geslacht werd in 1966 gepubliceerd door Blake.

## Soorten
- Cyclotrypema furcata (Olivier, 1808)